# Авл Постумий Альб Региллен (консул 496 года до н. э.)
Авл Постумий Альб Регилльский (лат. Aulus Postumius Albus Regillensis) — римский политический и военный деятель, диктатор в 499 или 496 до н. э., консул 496 до н. э.

## Война
Согласно Титу Ливию, был назначен диктатором в 499 до н. э., когда стало известно, что латины во главе с Октавием Мамилием и Тарквинием Гордым собрали крупное войско и собираются идти на Рим. По словам Дионисия Галикарнасского, дело происходило во время консульства Постумия и Тита Вергиния в 496 до н. э., когда истекло годичное перемирие в ходе Первой Латинской войны. Вергиний назначил своего более молодого коллегу диктатором, а тот в свою очередь назначил Эбуция Гельву начальником конницы .
Проведя мобилизацию, Постумий разделил войско на четыре части: одной командовал сам, другой — Вергиний, третьей — Эбуций, четвёртая была поручена префекту Рима Авлу Семпронию и оставлена охранять город .
Латины надеялись на подход вольсков, с которыми заключили союз против римлян, поэтому диктатору надо было навязать противнику сражение до того, как прибудут подкрепления. Отряды Вергиния и Эбуция захватили господствующие высоты в тылу латинов и тем пришлось вступить в бой. В легендарном сражении, известном как битва при Регилльском озере, согласно традиции, решился вопрос о существовании Римской республики и, как стало ясно позднее, о господстве Рима над Лацием. Войско Мамилия и Тарквиния было разгромлено, но победа досталась римлянам дорогой ценой: заместитель диктатора был ранен, а легаты Марк Валерий Волуз и Тит Герминий Аквилин погибли .

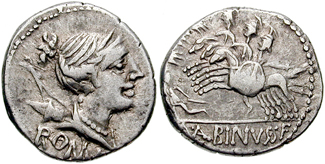
Денарий, отчеканенный в 96 до н. э. Авлом Постумием Альбином в честь победы своего предка. На аверсе богиня Диана, на реверсе римские кавалеристы гонят врагов

На следующий день римляне заметили приближение отрядов вольсков, но те не решились напасть на победителей, и после неудачной попытки переговоров отступили. Вернувшись в Рим, Постумий справил триумф и получил почётное прозвище «Регилльский» (Regillensis). Латины направили в Рим послов, и при обсуждении в сенате диктатор, чьё слово было решающим, высказался за заключение с ними предварительного мирного договора .
В 495 до н. э., в должности легата, командующего конницей, Постумий решил исход битвы с аврунками при Ариции, нанеся удар спешенной кавалерией .

## Храмовое строительство
При выступлении из Рима диктатор дал обет построить храм Цереры, Либера и Либеры в случае, если боги дадут обильный урожай и обеспечат войско продовольствием в период его диктатуры. По окончании войны сенат постановил возвести храм на средства, взятые из военной добычи. Освящение этого святилища, построенного, вероятно, на склоне Авентинского холма, в 493 до н. э. провёл консул Спурий Кассий .
По случаю победы было решено также построить храм Диоскуров. По преданию, два необыкновенных всадника появились во время сражения перед диктатором и возглавили атаку римской конницы. Римляне признали в них божественных близнецов . Храм Диоскуров был торжественно освящён одним из сыновей Постумия в 484 до н. э..

## Семья
Авл Постумий был женат на дочери Публия Валерия Публиколы. Его сыновьями были Спурий Постумий Альб Регилльский, консул 466 до н. э. и децемвир в 451 до н. э., и Авл Постумий Альб Регилльский, консул 464 года до н. э.